# Martin Edwards
Charles Martin Edwards (Adlington, 24 luglio 1945) è un dirigente sportivo inglese, presidente dal 1980 al 2002 e successivamente presidente onorario del Manchester United, squadra militante nella Premier League inglese.
| Controllo di autorità | VIAF (EN) 7516151837997820520007 · LCCN (EN) no2018016312 |